# Chocolate Salty Balls
Chocolate Salty Balls (P.S. I Love You) is een lied uit 1998 gebaseerd op de tekenfilmserie South Park. Het liedje is gezongen door Isaac Hayes, de stemacteur voor Chef in de serie. De single bereikte de eerste plaats in de UK Singles Chart en de Irish Singles Chart en een veertiende plaats in Australië. Het liedje is geschreven door de bedenkers van South Park, Trey Parker en Matt Stone en geproduceerd door Rick Rubin. Het liedje staat op het album Chef Aid: The South Park Album.

## Inhoud
Het liedje begint als recept voor zoute chocoladeballen maar de betekenis is dubbelzinnig. In de tekst wordt duidelijk gesuggereerd dat het in werkelijkheid gaat over de testikels van Chef. 